# Inneranatolischer Vulkanbogen
Der inneranatolische Vulkanbogen bildet zwischen den Regionen Afyon (Afyon Karahisar) im Nordwesten, Karaman im Süden und Boğazlıyan im Nordosten den auffälligsten zentralen Sektor des neogenen und quartären zentralanatolischen Vulkanismus in der Türkei. Er ist eng mit der kontinentalen Kollision zwischen der afro-arabischen und der eurasischen Platte sowie mit einem komplexen System tektonischer Depressionen und Verwerfungen verbunden, die mit Krustendeformationen bei vorherrschender Horizontalbewegung und Extension im späten Miozän begann. Signifikant ist darin vor allem die linienhafte Konzentration auffälliger Vulkane und vulkanischer Landschaften. Dokumentiert ist diese „vulkanische Trasse“ auf den meisten türkischen sowie auch auf deutschen geologischen Karten, aber ebenso auf vergleichbaren morphologischen Karten sowie auf Darstellungen naturräumlicher Gliederung der Türkei.

## Generelle Situation
In den westlichen (phrygischen) und östlichen (kappadokischen) Teilen Zentralanatoliens entstanden in den dort weit verbreiteten Ignimbrit-Ablagerungen durch Erosion verschiedene vulkanische Landformen und Landschaften, wie Mesas (tafelartige Hochflächen), Klippen, Höhlen und Badlands, die u. a. auch die Entwicklung von Tuffkegeln begünstigten. Die meisten dieser Landschaften entwickelten sich in Vulkaniten des Miozäns, Pliozäns und in geringerem Maße des Pleistozäns. Der dortige Vulkanismus lässt sich in drei Haupt-Aktivitätsphasen gliedern, die durch größere erosive Perioden getrennt sind. Die erste Phase war von meist andesitischen Lavaergüssen geprägt. Die zweite Phase ist durch die Sedimentation dicker ignimbritischer Formationen gekennzeichnet, die sich in sieben Schichtpaketen über eine Fläche von bis zu 11.000 km² in noch mehr als 100 km Entfernung vom vermuteten Quellgebiet verteilen. Aufgrund geologischer und sedimentologischer Untersuchungen wurden der Melendiz Dağı und die Çiftlik-Caldera, ein 15 km weites Becken innerhalb des nördlichen Vulkankomplexes des Melendiz Dağı, als wahrscheinliche Quelle für diese Ignimbrite bestimmt. Während der dritten Periode entwickelten sich große andesitisch-basaltische Stratovulkane und eine Reihe von überwiegend sauren monogenen Ausbruchszentren. Bezüge der vulkanischen Aktivität lassen sich eindeutig zu den in Zentralanatolien vorhandenen Blattverschiebungs-Systemen herstellen. Die neogen-quartären vulkanischen Prozesse entwickelten sich überwiegend entlang der von NO nach SW verlaufenden Sivas-Karaman-Störungsscharung einerseits und dem von NW nach SO laufenden Schwarm der Akşehir-Karaman- bzw. Eskişehir-Tuz Gölü-Verwerfungen andererseits. Die meisten der Vulkane und vulkanischen Landschaften entwickelten sich an deren Schnittstellen.

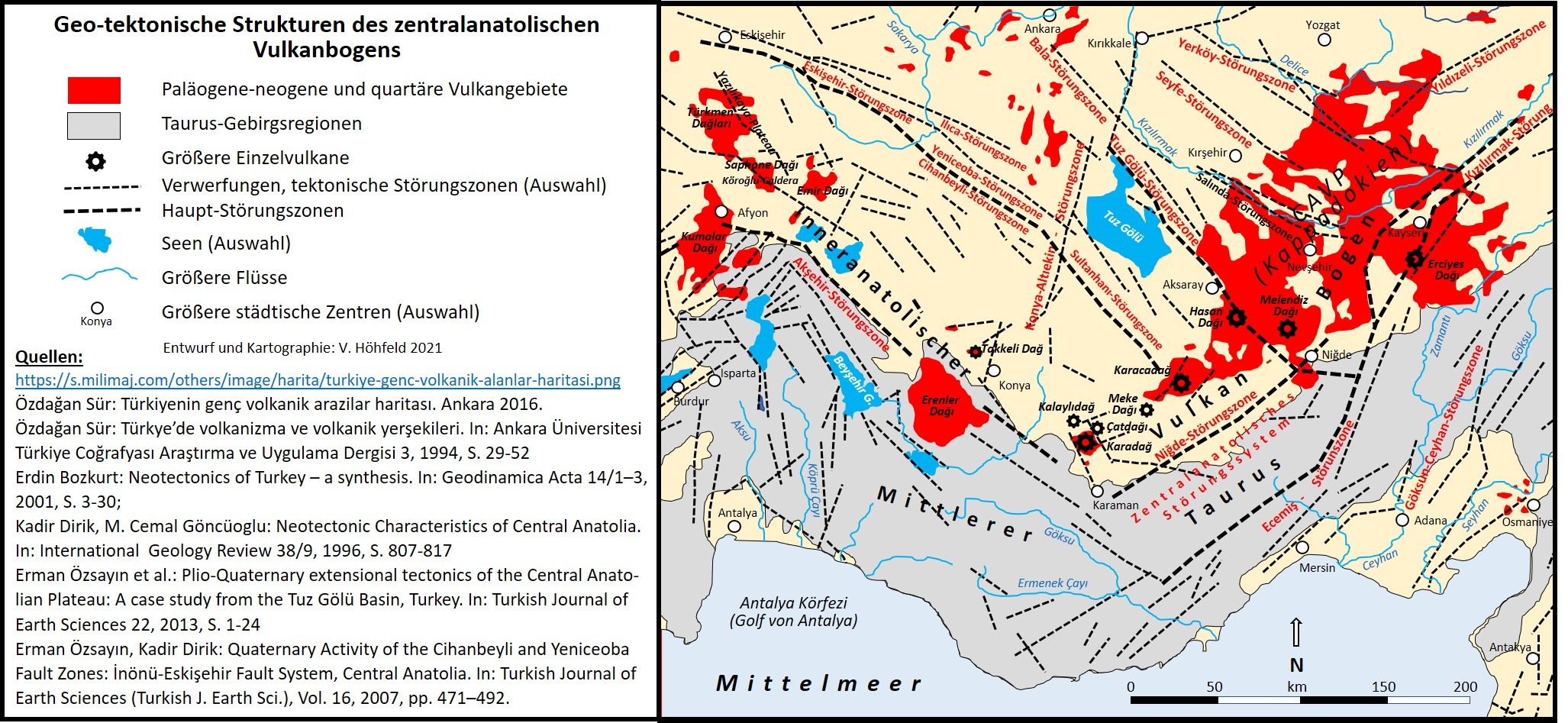
Die kartographische Abbildung zeigt die wichtigsten geo-tektonischen Strukturen des inneranatolischen Volkanbogens zwischen Yazılıkaya-Plateau bei Afyon und Kappadokien.

## Tektonischer Rahmen
Anatolien und angrenzende Gebiete entstanden aus der kontinentalen Kollision zwischen den nordwärts wandernden afrikanisch-arabischen und den (quasi stationären) eurasischen Platten, was mit der Bildung von jungen tektonischen Vorgängen in Verbindung gebracht wird. Der erste Prozess basiert auf dem Ägäisch-Zyprischen Bogen (Zypernbogen), wo sich die afrikanische Platte unter die anatolische Platte schiebt und dort subduziert wird. Der zweite ist das Verwerfungs-System des Toten Meeres, das in der Türkei (Fortsetzung des Rotmeer-Jordan-Grabens, Amikebene-Maraşgraben; ostanatolische Störungszone) im Nordosten bis zur nordanatolischen Hauptverwerfung reicht und Bewegungen zwischen Afrika und Arabien ausgleicht. Dadurch wird Anatolien (anatolische Platte) gezwungen, nach Westen auszuweichen, so dass in den anatolischen Störungssystemen weitere intrakontinentale Verwerfungen entstehen.
Es sind zwei dieser Störungs-Strukturen, die nahezu rechtwinklig zueinander verlaufen, die die zentralanatolische Region in Blöcke unterteilen und entlang ihrer Ausrichtung zur Ausbildung vulkanischer Landschaften des Inneranatolischen Vulkanbogens führten: Es ist zum einen das SW-NO-streichende Zentralanatolische Verwerfungssystem im Osten, das sich vom Nordanatolischen Verwerfungssystem (nordanatolische Hauptverwerfung) in der Nähe der Stadt Erzincan nach Südwesten abspaltet.
Es ist zum anderen die SO-NW-streichende Tuzgölü-Verwerfungszone bzw. die dazu parallel verlaufenden markanten inneranatolischen Strukturen der Eskişehir- und Akşehir-Störungszonen. Die nach NW weisende Akşehir-Verwerfungszone verläuft östlich der Isparta-Kurve zwischen den Städten Karaman und Afyon und begrenzt dabei mehr oder weniger den westlichen Teil des Taurus-Innenbogens. Die ca. 450 km lange Eskişehir-Störungszone ist ein nach NW bis WNW streichendes tektonisches Mega-Schersystem, das den Übergang zwischen einem tektonisch kontrahierenden Regime Inneranatoliens östlich des Tuz Gölü und einem sich ausdehnenden tektonischen Regime im Südwesten darstellt. Südöstlich von Sivrihisar fächert sich die Eskişehir-Störungszone in die Verwerfungszonen von Ilıca, Yeniceoba und Cihanbeyli auf. Die Ilıca-Verwerfungszone bildet den nördlichen Zweig dieses Systems. Die Yeniceoba-Zone ist der zentrale Zweig, und die Cihanbeyli -Verwerfungszone bildet den südöstlichen Zweig mit mehreren Störungen. Alle drei werden von der NNO-streichenden Konya-Altınekin-Verwerfungszone durchtrennt. Der südöstliche Teil der Eskişehir-Störungszone ist die Sultanhanı-Verwerfungszone. Alle diese Störungszonen folgen jeweils weitgehend dem westlichen bzw. östlichen Innenbogen des Mittleren Taurus und stoßen etwa zwischen Karaman und Niğde aufeinander.
Die Konvergenz des afro-arabischen Kontinents mit der eurasischen Platte seit dem späten Miozän ist somit verantwortlich für die Initialzündung der weit verbreiteten und intensiven kontinentalen Vulkanaktivität, die in Kappadokien vor 10 Mio. Jahren begann, wobei Abscherung und Absinken der unteren Kruste die vulkanische Aktivität auslösten, was letztendlich unter dem Einfluss tektonischer Ausdehnung das kappadokische Plateau mit zahlreichen großvolumigen Ignimbrit-Ablagerungen, quartären Stratovulkanen und monogenen Vulkanzentren bildete.

## Vulkanische Einzellandschaften
Im Westteil des inneranatolischen Vulkanbogens liegen die vulkanlandschaftlich auffälligsten Strukturen zweifellos entlang der Akşehir-Störungszone, die allerdings mit der Masse spektakulärer vulkanischer Erscheinungen im östlichen Teil, dem Zentralanatolischen Verwerfungssystem, auch an Ausdehnung nicht wirklich konkurrieren können.

### Der Weststrang des inneranatolischen Vulkanbogens

#### Emir Dağları
Die nördlichen Vulkanlandschaften im Westteil des Inneranatolischen Vulkanbogens beginnen bereits nördlich von Afyon mit den Emir Dağları und deren drei Teillandschaften: Türkmen Dağı (Yazılıkaya-Plateau) im Norden, Saphane Dağı (südlich anschließend) und Emir Dağı im Osten von Afyon. Alle weisen geologisch-geomorphologische Ähnlichkeiten auf. Ein großer Teil der Bergregionen ist mit vulkanischem, tertiärem Tuff bedeckt. Die Türkmen Dağları (wegen der dortigen phrygischen historischen Stätten (Yazılıkaya/Midasşehir) auch als Yazılıkaya-Plateau bekannt), die das Zentrum der phrygischen Bergregion nördlich von Afyon bilden, bestehen weitgehend aus Tuffen, aber auch aus Basalt, Tonstein, tonig-sandigen Kalksteinen. Die Masse ist im Allgemeinen neogenen Alters.

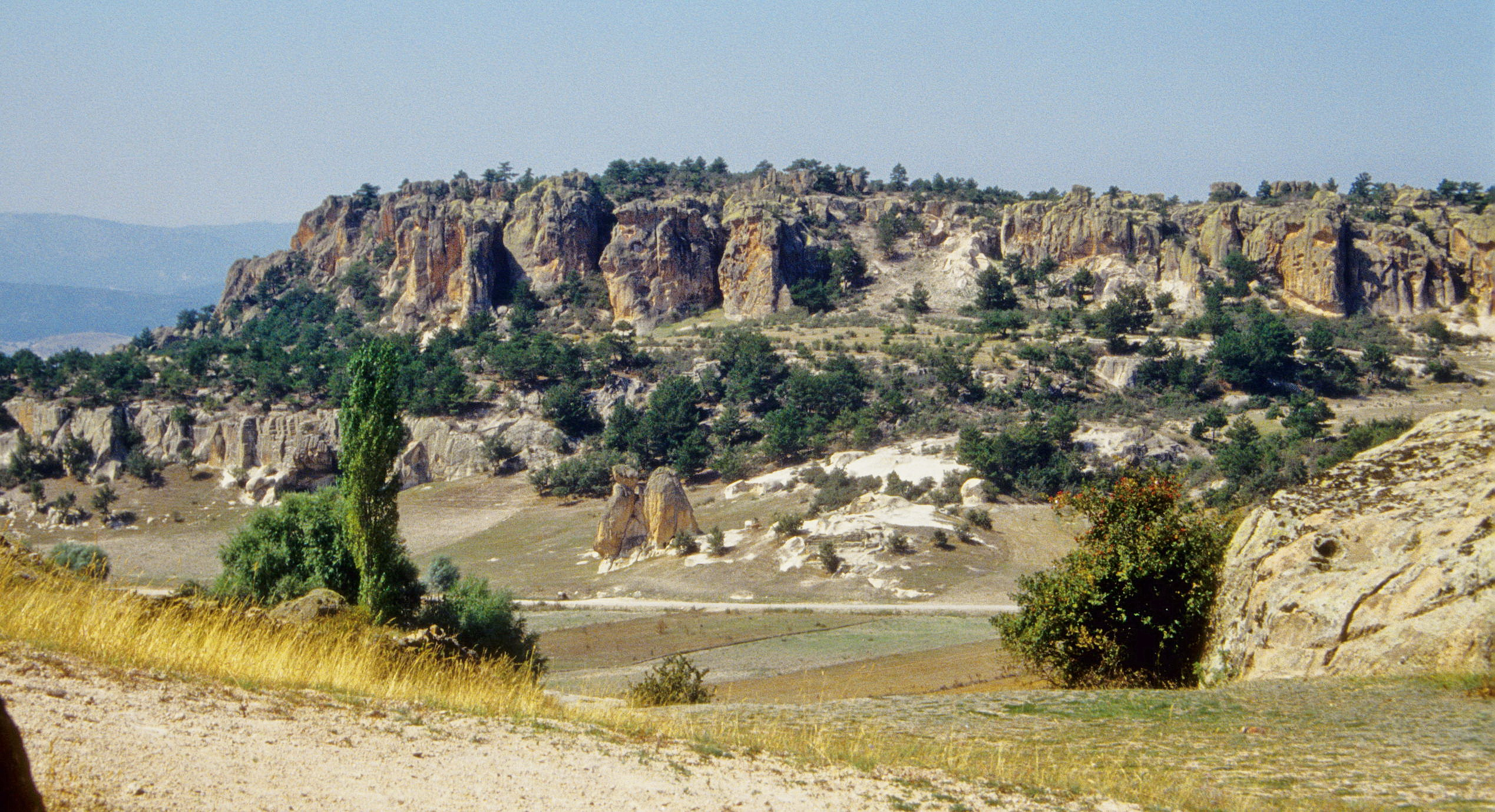
Die vulkanischen Tuffplateaus der Yazılıkaya Yaylası ähneln verblüffend den kappadokischen Tuffplateaus.

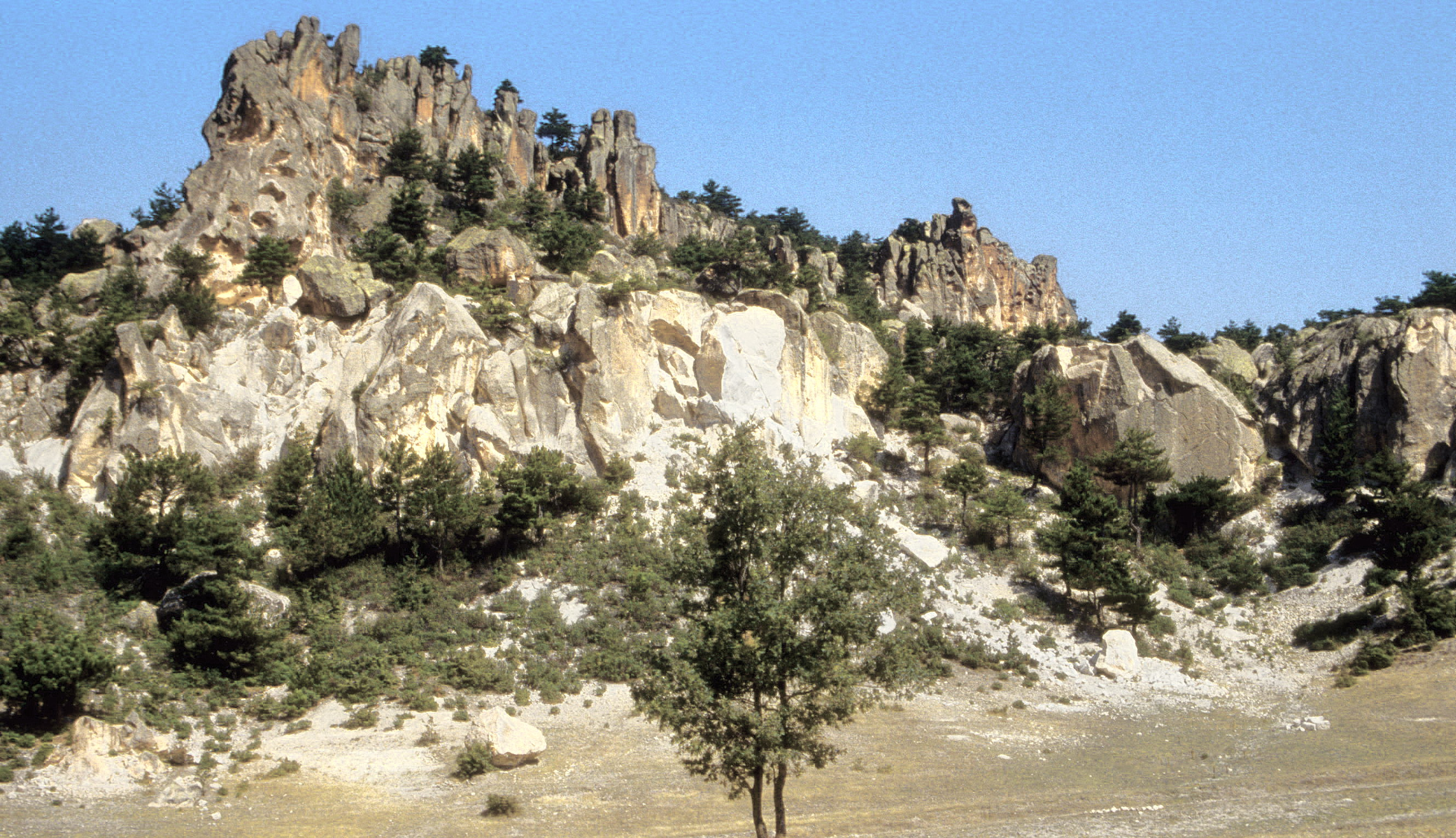
Die Landschaften des Yazılıkaya-Plateaus bei Midasşehri erinnern stark an vergleichbare Landschaften in Kappadokien.

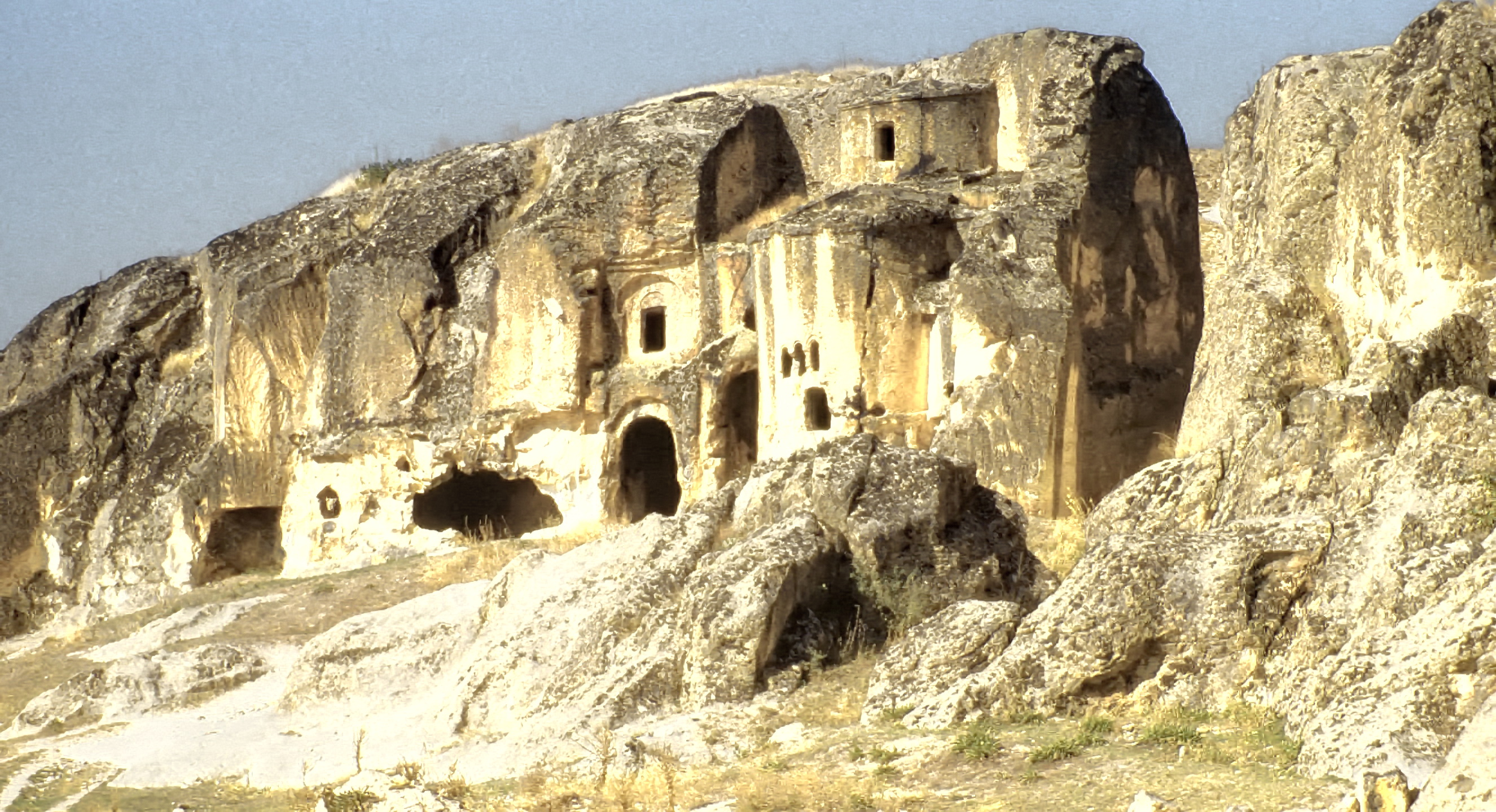
Mit kappadokischen Höhlensiedlungen vergleichbare Strukturen bei Ayazini.

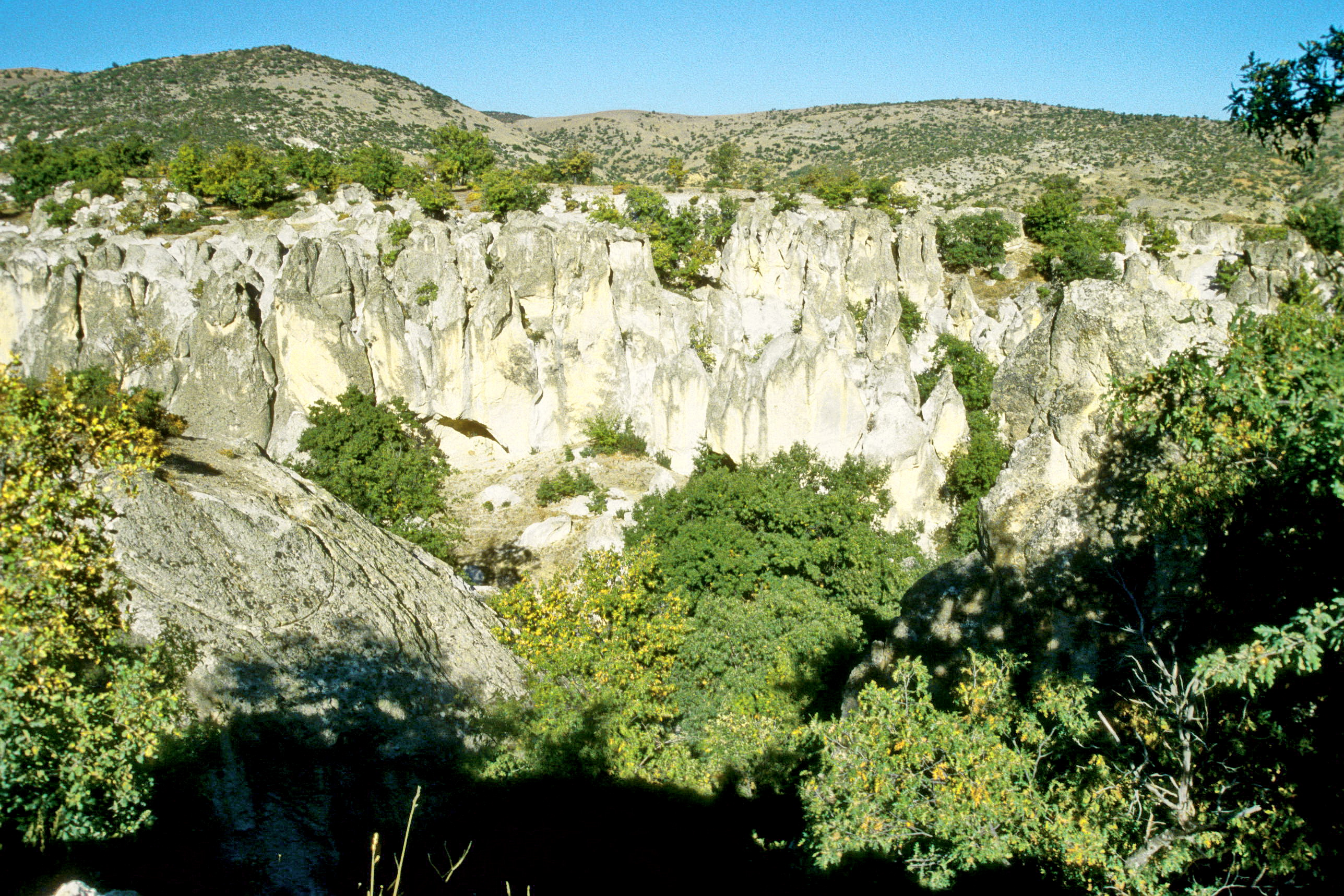
In manche Regionen und Dörfern in den engen Tälern des Yazılıkaya-Plateaus, wie Ayazini im Kreis İhsaniye auf dem Weg von Afyon zum islamischen Kloster- und Pilgerort Seyitgazi, hat man den Eindruck, in Kappadokien zu sein.

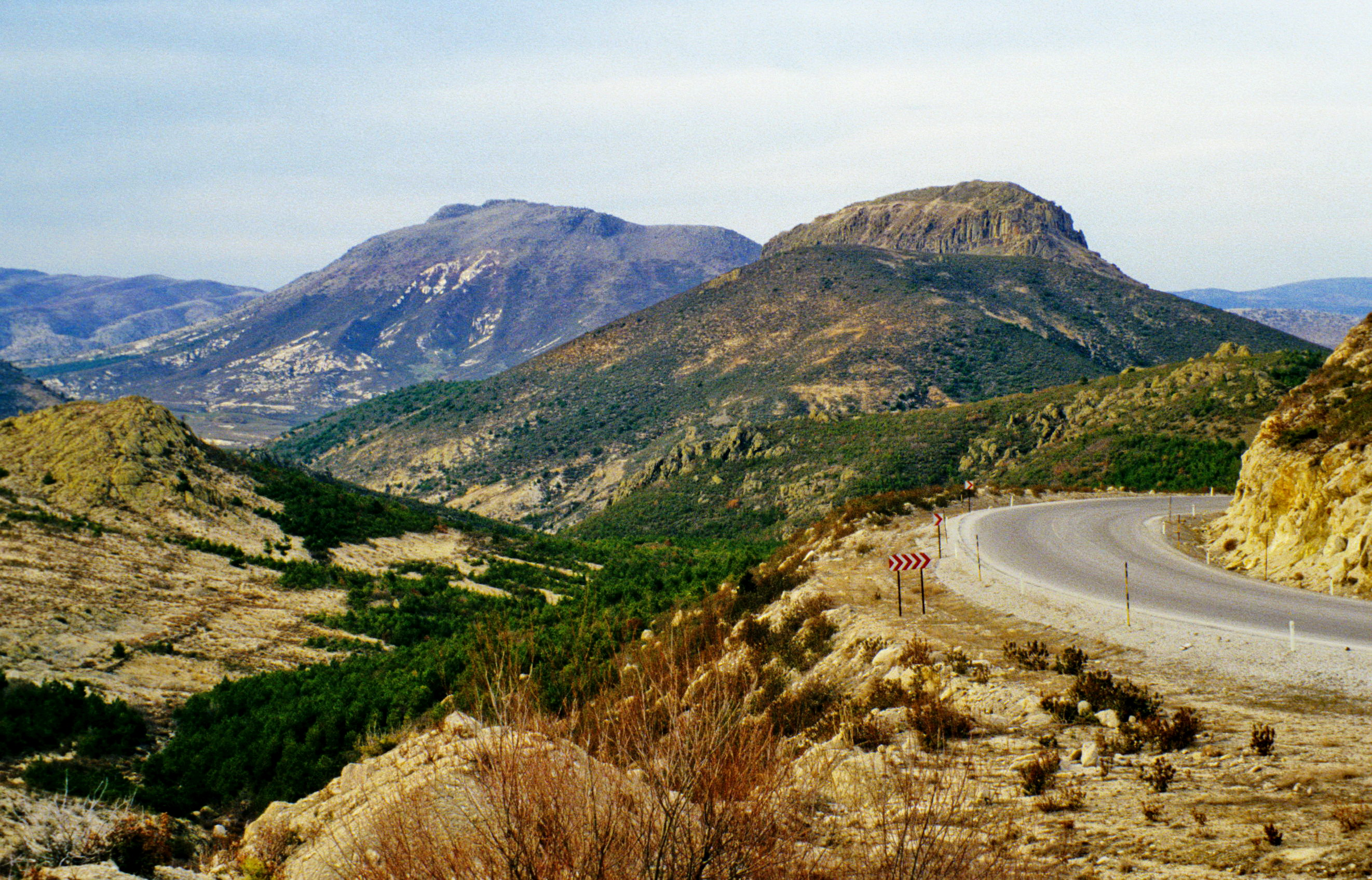
Blick vom Köroğlu-Pass auf die Vulkane der Köroğlu-Caldera im Saphanı Dağı.

Bekannt sind dort als Alternative zu Landschaften in Kappadokien (siehe unten) innerhalb der von der Provinzverwaltung Afyons geschaffenen „Tourismuszone“ vergleichbare Tuffkegellandschaften (sogenannte „Feenkamine“) auf dem Yazılıkaya-Plateau in einer weiten Verbreitung, die von Seyçiler im Bezirk İscehisar bis nach Döğer im Bezirk İhsaniye reicht, besonders eindrucksvoll in den Bezirken İhsaniye, İscehisar und Bayat. Die wichtigsten vulkanischen Formationen, in denen sich diese Tuffkegel entwickeln, sind saure Tuffe (normalerweise Rhyolith und Dazit), Ignimbrite und Basalte, die fast überall anstehen. Die Sedimentation entwickelte sich im frühen Miozän mit Beginn einer dominanten Dehnungs-Tektonik, vor allem aber im späten Miozän. Kalk-alkalische saure Pyroklasten, die die frühen Aktivitäten des Turkmen-Dağı-Vulkanismus widerspiegeln, trennen die Beşsaray- und Cevizli-Sequenzen. Es sind rhyolithische Pyroklasten der Köroğlu-Caldera im Osten von Afyon (Saphane Dağı), Ascheschutt-Tuffe einer frühen plinianischen Eruptionen vor der Calderabildung, die sich vor 18,6 Mio. Jahren je nach Entfernung vom vulkanischen Zentrum mit unterschiedlicher Sedimentationsgeschwindigkeit ablagerten und die sogenannte „Seyitgazi-Sedimentation“ beendeten. Die „Kırka-Sedimentgruppe“, die ihre Entwicklung bis zum Beginn des mittleren Miozäns im Kırka-Becken fortsetzte, ist die zweite und letzte dortige Sedimentsequenz im frühen Miozän. Sie bedeckt als Gemiç-Formation ungleichmäßig die Sedimente der Seyitgazi-Gruppe und die Seyildi-Ignimbrite. Die alkalischen „Kayapınar-Vulkanite“, die letzten Produkte des neogenen Vulkanismus in der Region, wurden lokal auf ein Alter von 15,7 Mio. Jahre datiert.
Der Emir Dağı mit seinen drei Hauptgipfeln Hodulbaba Tepesi (1547 m) im Norden, Emirdede Tepesi (2064 m) und Başyurt Tepesi (2281 m) im Süden bildet im Osten von Afyon südlich von Emirdağ ein eigenes kleineres Vulkanmassiv. Auch hier gibt es am Fuße des Berges ähnliche Tuffkegel-Formationen. Eine lokale Rarität dort bilden allerdings Restbestände der Libanonzeder (Cedrus libani). Der Emir Dağı ist die nördlichste Stelle, an der diese Bäume vorkommen und wo auf einer Fläche von 260 Hektar ein durchgehender Zedernbestand wächst.

#### Kumalar Dağı

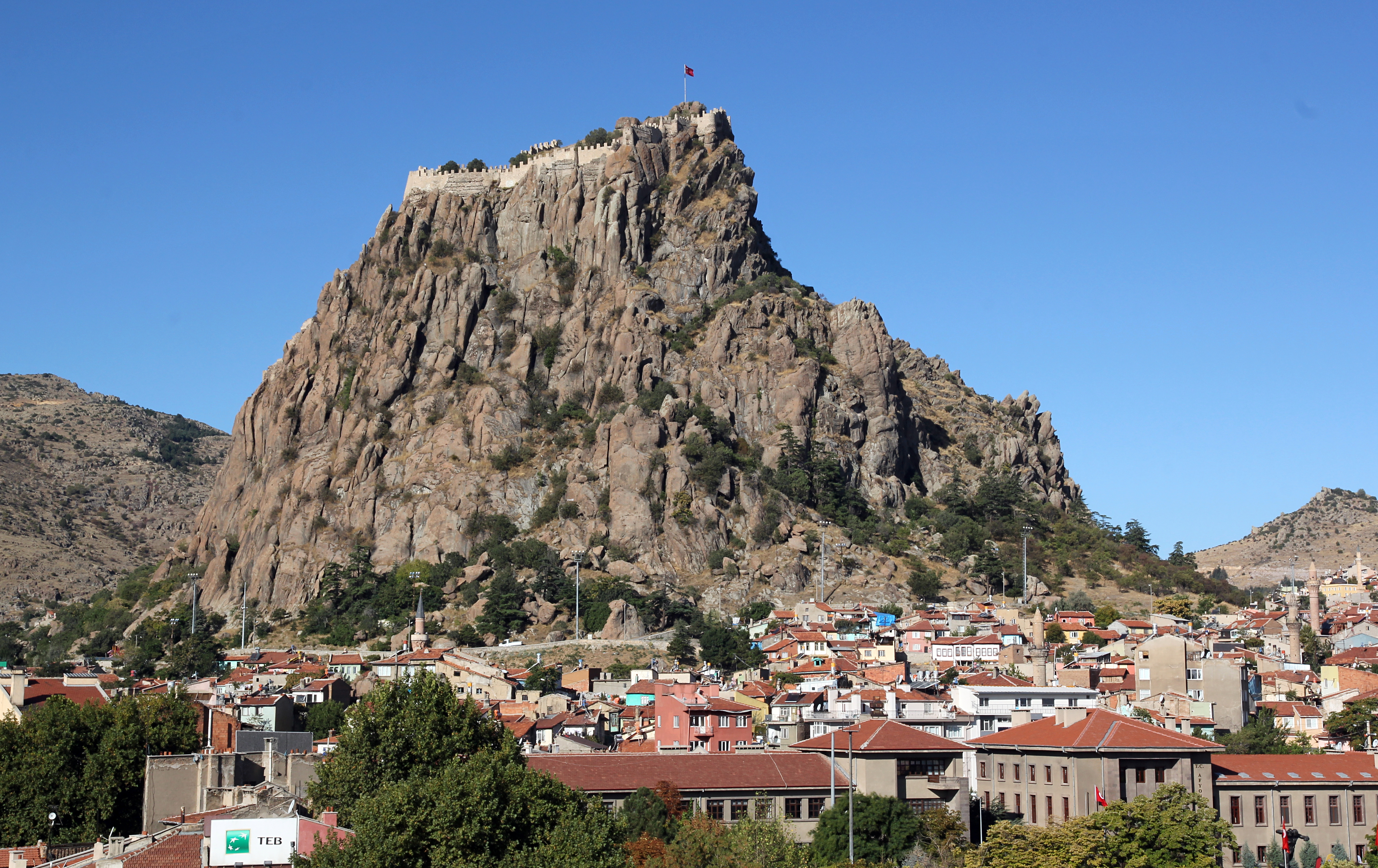
Blick auf den imposanten Trachytkegel des Burgbergs von Afyonkarahisar, den nördlichsten Ausläufer des vulkanischen Kumalar Dağı.

Unmittelbar südlich von Afyon erhebt sich als relativ hoher Gebirgsstock der 50–60 km lange und 30–35 km breite Kumalar Dağı, ein N-S-streichendes vulkanisches Massiv. Grundgebirgsgesteine treten hier weniger in Erscheinung, während mesozoische und alttertiäre Sedimente und vor allem vulkanische Decken weite Verbreitung finden. Der Vulkanismus begann im Oberen Miozän in der Nähe von Kumalar im Norden des Distrikts Dinar und breitete sich bis zum Ende des Pliozäns auf die Umgebung aus. Als Ergebnis tektonischer Bewegungen, die im Neogen in und um die Şuhut-Ebene begannen, traten aus Brüchen und Rissen der in der Region bestehenden paläozoischen, mesozoischen und tertiären Formationen vulkanische Materialien aus, aus denen sich das Massiv des Kumalar Dağı (2245 m) aufbaute. Die nördlichsten Ausläufer bilden den 225 m über der Stadt Afyon aufragenden markanten trachytischen Burgfelsen. Während des unteren Pliozän hatte sich im Umfeld des Eruptionszentrums aufgrund vulkanischer Abriegelung ein flacher See gebildet, in dem sich neogene Kalksteine ablagerten, die noch immer den Osten und Norden der Şuhut-Ebene bedecken, während der Kumular Dağı im Westen seine vulkanische Aktivität mit Ascheproduktion weiterführte.
Die Kumalar-Formationen bestehen aus grau, beige, schwärzlich, hellrosa und grün gefärbten Pyroklastiken von Tuff, Tuffbrekzien und Agglomeraten sowie aus Kalkstein und lokal dünnschichtigen gelb, beige, grün und grau gefärbten Sandstein-, Tonstein- und Mergelsedimenten. Der Formenschatz zeigt neben schwarzen, dunkelgrünen, rosa und grauen Vulkankegel aus Gesteinen mit niedrigem Kieselsäuregehalt (Phenolit, Leucitophyr (Phonolith), Basalt, Andesit) und Trachyt mit hohem Alkaligehalt, zudem Lavaströme zumeist auf den Tuffen sowie dunkelgraue, schwarze vulkanische Gänge.

#### Takkeli Dağı (Gevele Dağı)
Weiter südöstlich im westlichen Hinterland von Konya, wo die Konya-Altınekin-Verwerfung auf die Akşehir-Störungszone trifft, erheben sich die nächsten vulkanischen Strukturen des westlichen inneranatolischen Vulkanbogens: Der Takkeli Dağı, der „Hausvulkan“ von Konya, und der Erenler Dağı. Die Verwerfungszone von Konya ist eine nach Nordosten und Südwesten verlaufende tektonische Störung im westlichen Teil der Stadt Konya, die sich etwa 65 km östlich von Hatunsaray (Meram, Konya) nach Nordnordwesten bis zum Doğudağ erstreckt, ehe sie nordwärts in die Altınekin-Störungszone übergeht. Sie umfasst parallele Verzweigungen auf einer Breite von bis zu 5 km. Der westliche Teil der Stadt Konya wird durch lange lineare, nach Nordwesten verlaufende Kämme bestimmt, deren Grate aus verschiedenen Gesteinseinheiten von Silur bis zum unteren Pliozän bestehen. Der Osten dieser Kämme bildet den Teil der Konya-Depression. Westlich, nordwestlich und südwestlich davon treten weit verbreitete kalkalkalische Vulkangesteine mit hohem Kaliumgehalt auf. Ihre Produkte sind Lavadome, Glutwolken- und Ignimbrit-Ablagerungen, die überwiegend andesitisch bis dazitisch zusammengesetzt sind. Seltener sind Basalt, Basaltandesit, Basalttrachyandesit, Trachyandesit, Ignimbrit und Pyroklasten. Diese Vulkanite verschiedener Zusammensetzungen brachen episodisch vom späten Miozän bis zum Pliozän aus und lagerten sich in lacustrine Sedimenten (alter Konya-See) ein. Manche dieser vulkanischen Produkte, insbesondere Pyroklasten, wurden durch hauptsächlich hydrothermale, schwefelreiche Lösungen und Halmyrolyse (eine Reaktion zwischen Sediment und Meerwasser) zu Tonen, Sulfaten, Siliziumdioxid-Modifikationen und Zeolithmineralien (metamorphes Mineral, Katzenstreu) verändert.

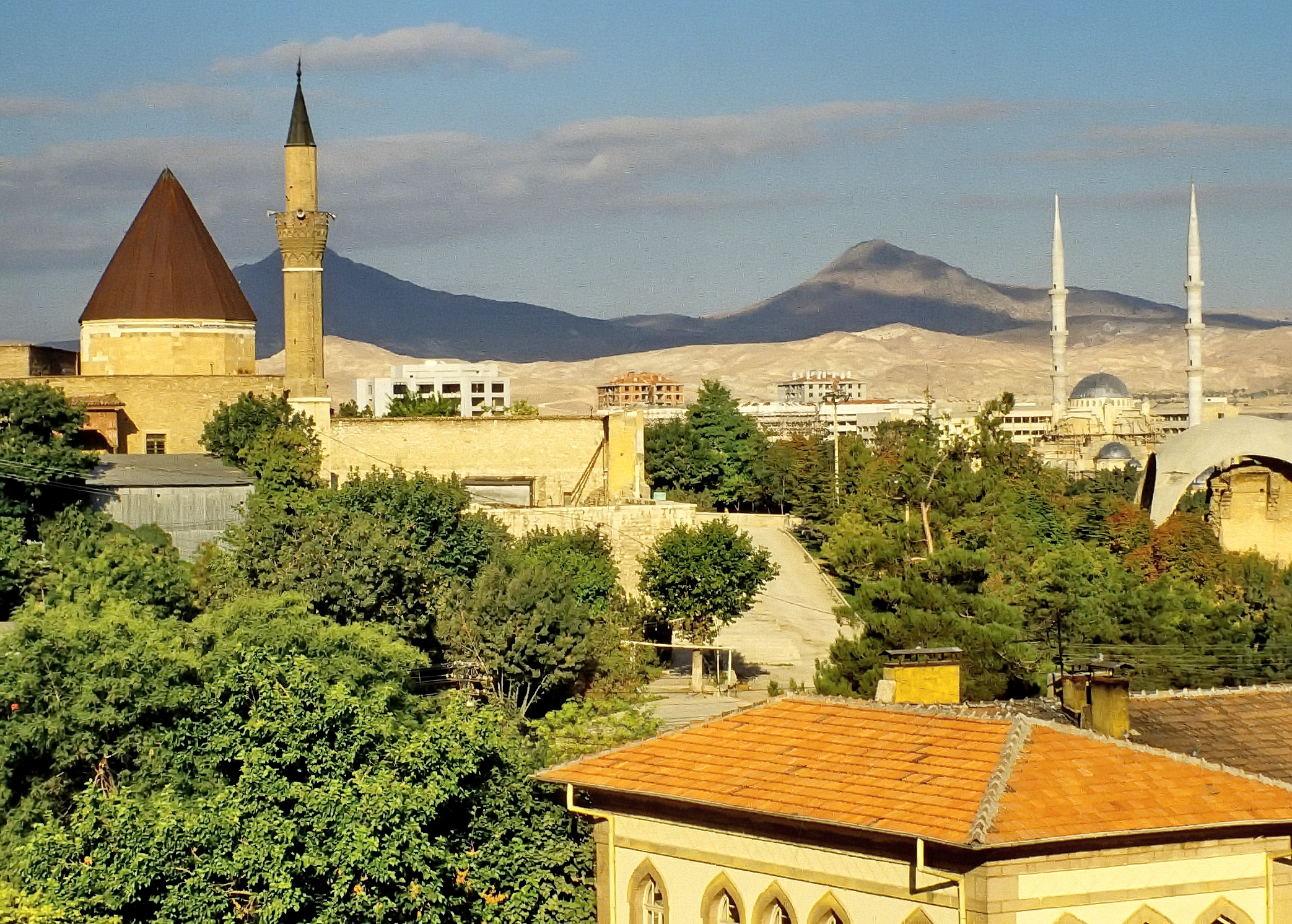
Blick auf die beiden Vulkane des Takkele Dağı bei Konya: Büyük Gevale (Großer Gevale, rechts 1709,6 m) und Küçük Gevale (Kleiner Gevale, links hinter dem Minarett, Hausberg von Konya, 1643 m).

Die Senke des Konya-Beckens liegt an der Nahtstelle des Taurus-Faltengebirges im Süden und Westen und dem kratonischen Kırşehir-Massiv im Norden. Diese Naht ist gekennzeichnet durch rezente und subrezente Schollenbewegungen, die in einer Reihe von Vulkankegeln meist tertiären Alters dokumentiert sind. An der Westflanke bilden Aladağ und Bozdağ (Takkeli Dağı) eine Hügel- und Berglandschaft aus paläozoisch-mesozoischen Formationen, die von vulkanischen Decken überlagert sind. Der Takkeli Dağ (auch Gevele oder Gevale Dağ) bei Sille, 10 km westlich von Konya, ist eines der Wahrzeichen der Stadt und besteht aus zwei benachbarten Vulkanen, Büyük Gevale (Großer Gevale, 1709,6 m) und Küçük Gevale (Kleiner Gevale, 1643 m). Gegenstand historischer Forschungen ist der Kleine Gevale, denn er hat einen wichtigen Platz unter den mythologischen Legenden der Stadt. Das Wort „Gevale“ ist eine Ableitung von Kybele, der anatolischen Fruchtbarkeitsgöttin, nach der der Berg in der Antike benannt wurde. Mit der Eroberung Konyas durch die Seldschuken äberte sich der Name „Kybele“ in Gevale. Keramikfunde in einer großen Burganlage auf dem Gipfel des Küçük Gevale belegen, dass die Festung im 13.–15. Jahrhundert in der Seldschukenzeit großen strategischen Wert besaß. Die früheste Burg, die auf die Hethiter zurückgeht, hatte wohl auch Bedeutung in römischer und byzantinischer Zeit, galt als „Schleusentor Anatoliens“ und war eine der ersten Burgen, die die Seldschuken eroberten, um Konya beherrschen zu können. Das radiometrische Alter der Vulkane um Sille wird mit Werten von 11,45–11,95 Mio. Jahren angegeben.

#### Erenler Dağı

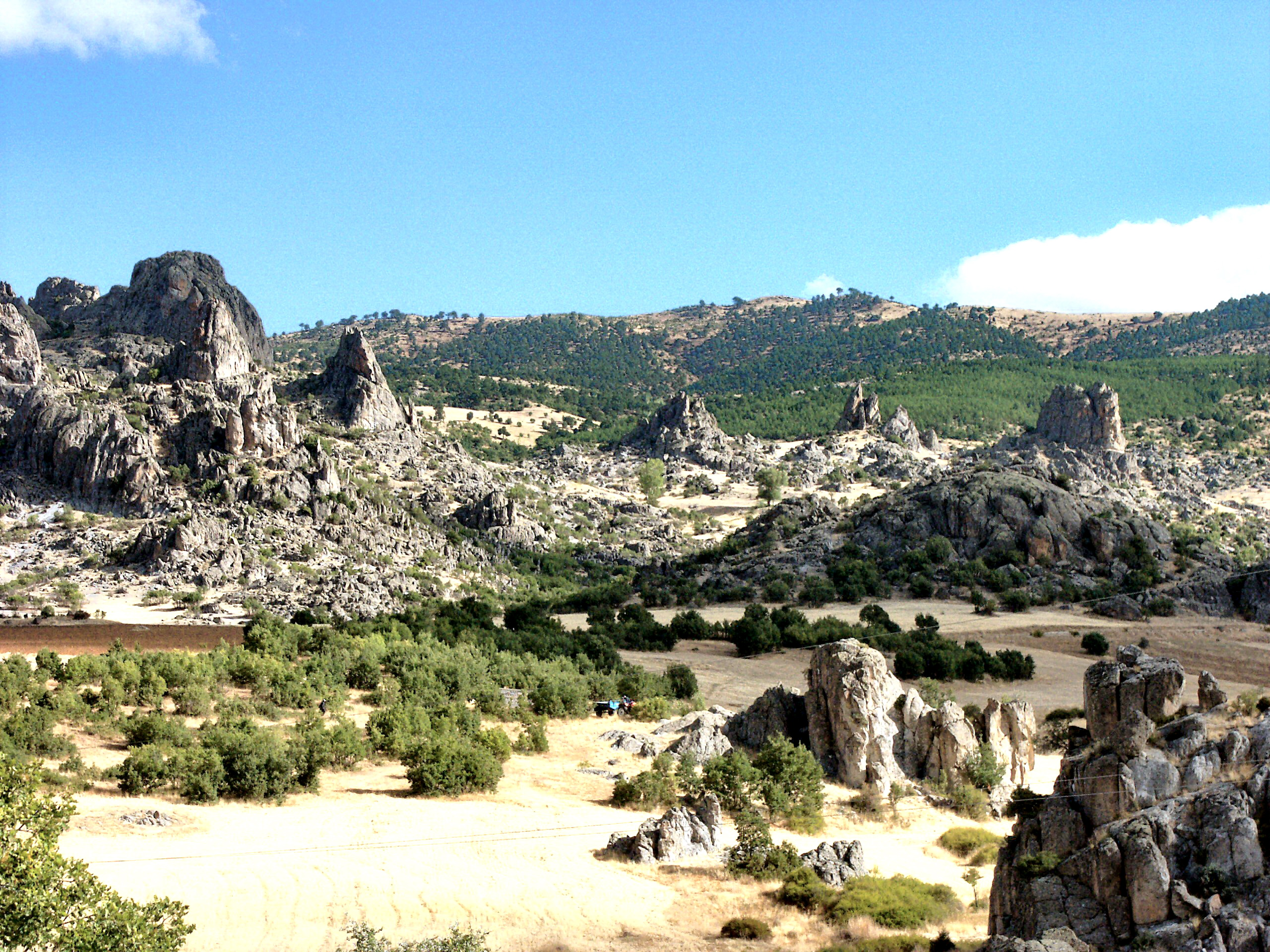
Typische Tufflandschaft mit einzelnen vulkanischen Härtlingen in den Erenler Dağları bei Erenkaya. Die vulkanischen Sedimente der dortigen „Dilekçi Formation“ werden als „Küçükmuhsine Agglomerat“ und „Erenkaya Tuff“ bezeichnet.

Der Erenler Dağı im Westen von Konya ist ein vulkanisches Bergland, das im späten Miozän und frühen Pliozän entstand. Die vulkanische Hauptlithologie des Berges ist durch spätmiozän-frühpliozänes Tuff-, Ignimbrit-, Agglomerat-, Andesit-, Dazit-, Trachyt-Andesit- und Trachytgesteine gekennzeichnet, die eine mesozoische Landschaft bedecken. Dabei bildeten sich Krater, Calderas und Vulkankegel während verschiedener vulkanischer Aktivitätsphasen. Der Erenler Dağı (2234 m) hat seine Hauptgebirgsregionen im Süden. Hochebenen, im Allgemeinen aus zumeist horizontal angeordneten Vulkan- und Sedimentgesteinen, liegen zwischen 1200 m und 1360 m und werden von einzelnen 1350 und 1700 m aufragenden Kuppen und Vulkanstopfen unterbrochen.

### Der Oststrang des inneranatolischen Vulkanbogens

#### Karadağ

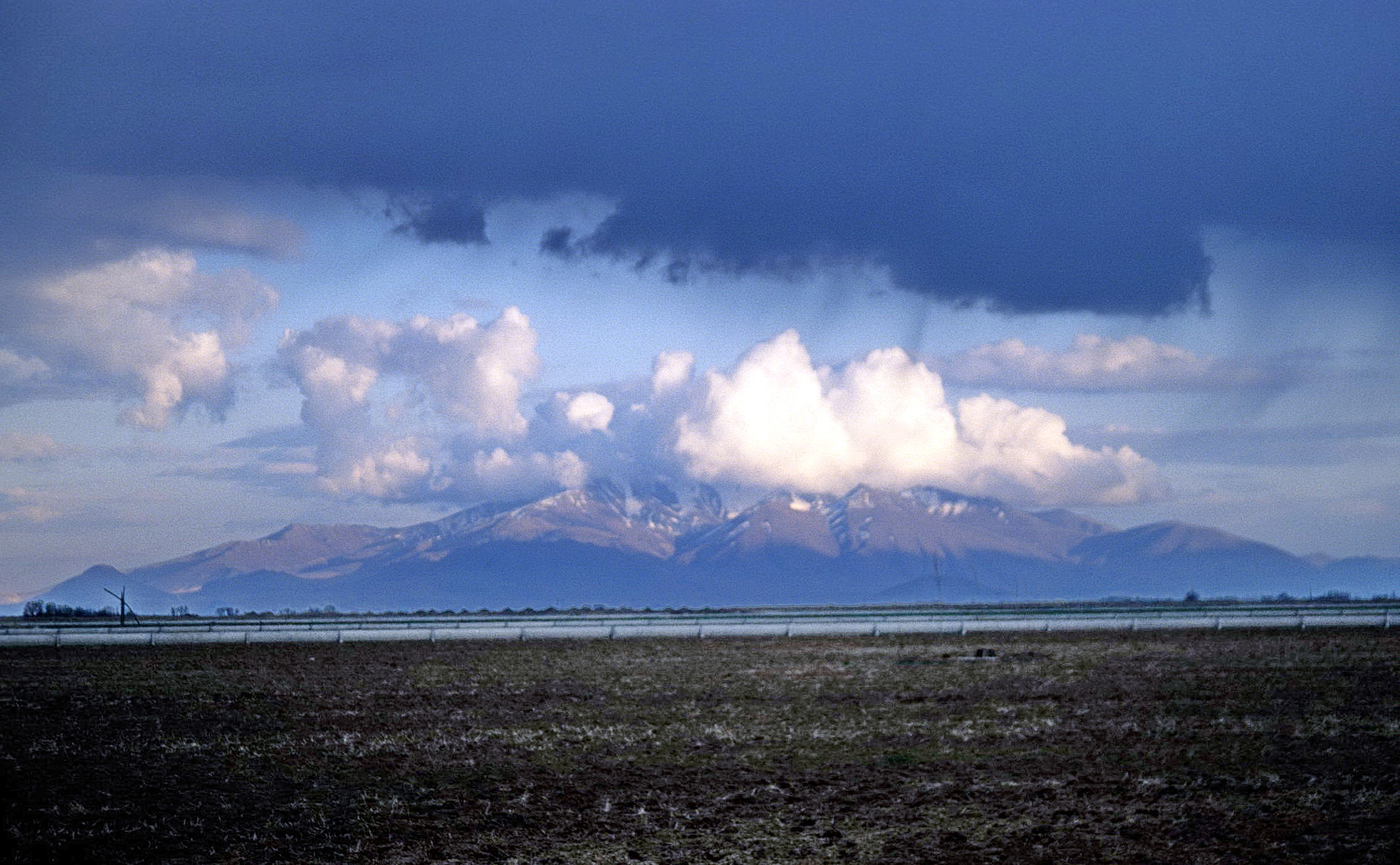
Der Vulkankomplex des Karadağ erstreckt sich im Nordwesten Karamans über eine Fläche von ca. 600 km^{2}. Er besteht aus einem zentralen großen calderaartigen Krater und zahlreichen kleineren Parasitärvulkanen. Der zentrale Teil ist ein erloschener Schichtvulkan.

Prinzipiell beginnt die Vulkankegelreihe des östlichen Arms des inneranatolischen Vulkanbogens bereits im Westen mit dem Erenler Dağı und setzt sich über den Karadağ, Meke Dağı, Karacadağ, Hasan Dağı und Melendiz Dağı bis über den Erciyes Dağı hinaus weit nach Nordosten fort. Im Anschluss an die alpidische Auffaltung des Taurus im Laufe des Tertiärs hatten sich am Nordrand des Mittleren Taurus neogene Sedimentationsbecken (u. a. die Konya Ovası) eingesenkt, in denen sich im Känozoikum an entsprechenden Störungszonen Vulkane aus Materialien der Kalkalkali-Reihe bildeten. Eines dieser Vulkanmassive ist der Karadağ, der seine vulkanischen Arme auch nordwärts in die südwestliche Konya-Ebene (Konya Ovası) ausstreckt, mit dem Kalaylıdağ und dem Kızıldağ bei Adakale sowie dem Çatdağı bei Karacaören z. B. Er erstreckt sich im Nordwesten Karamans über eine Fläche von ca. 600 km2. Er ruht auf alluvialen Sedimenten und Süßwasserkarbonaten des Miozäns, wobei diese größtenteils von Kalksteinen aus dem oberen Jura und der unteren Kreidezeit unterlegt sind. Jüngstes Alluvium überlagert lokal die vulkanischen Sedimente. Der Komplex des Karadağ besteht aus einem zentralen großen calderaartigen Krater und zahlreichen kleineren Parasitärvulkanen. Der zentrale Part ist ein erloschener Schichtvulkan (Stratovulkan) und durchmisst etwa 15 km in Nordsüd- wie in Westostrichtung. Sein Krater hat einen Durchmesser von etwa 2000 m. Seine Hauptgipfel sind der Mihalıç Tepesi und der Baştepe (Bozdağ). Der Mihalıç Tepesi im Südosten ist mit 2288 m die höchste Erhebung. Bei radiometrischen Altersbestimmungen ergab sich ein Alterszeitraum von etwa 2,5 Millionen Jahren mit Einsetzen des dortigen Vulkanismus vor ca. 3,2 Millionen Jahren, einer Hauptphase des Vulkanismus etwa vor 1,1 Millionen Jahren und danach langsamem Erlöschen des Vulkanismus im Pleistozän.

#### Meke Dağı

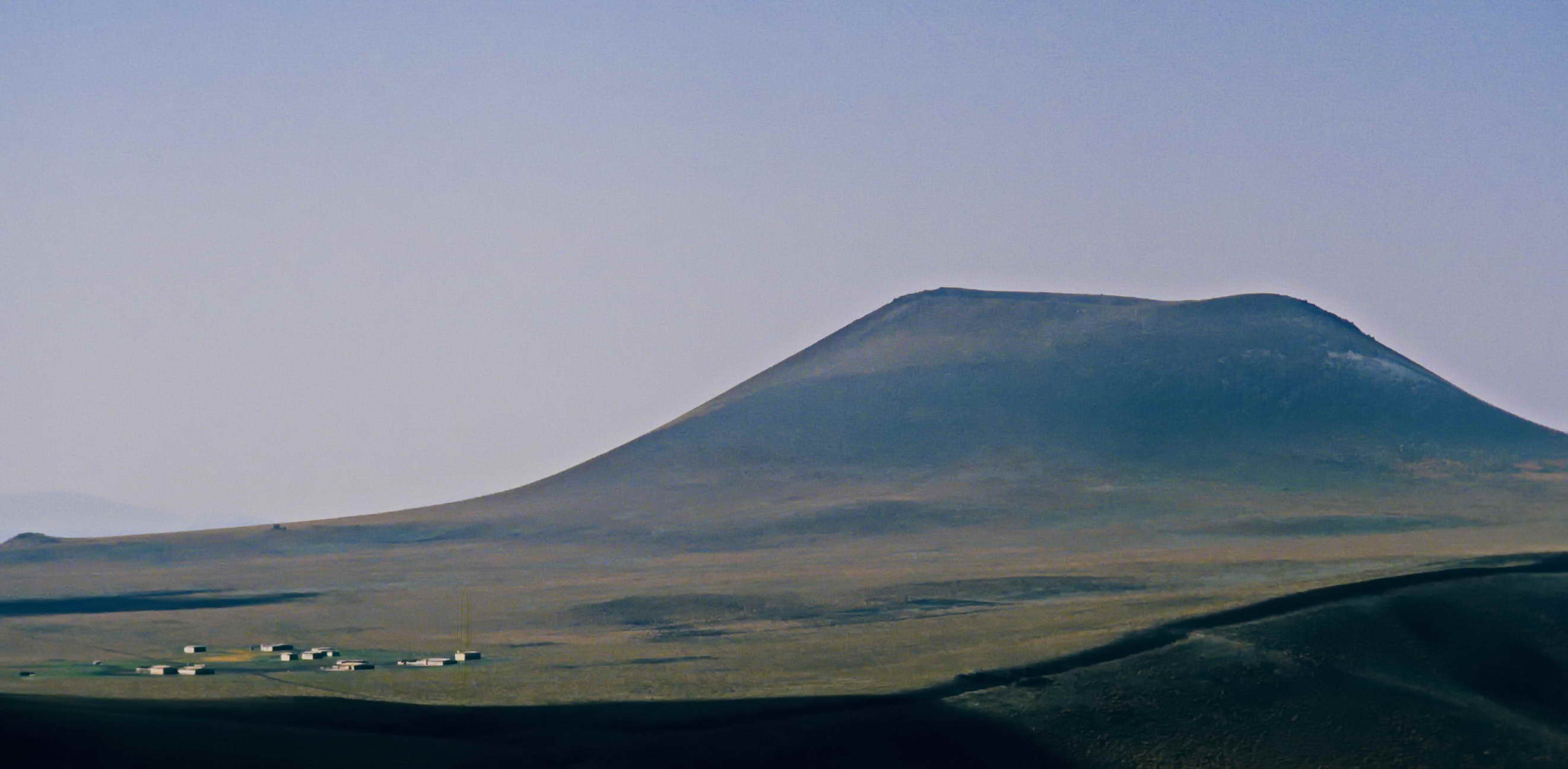
Der 1277 m hohen Kegel des Meke Dağı ist der südlichste der Asche-Vulkane im Karapınar-Vulkangebiet und zugleich einer der größten Schlackenvulkankegel in Zentralanatolien.

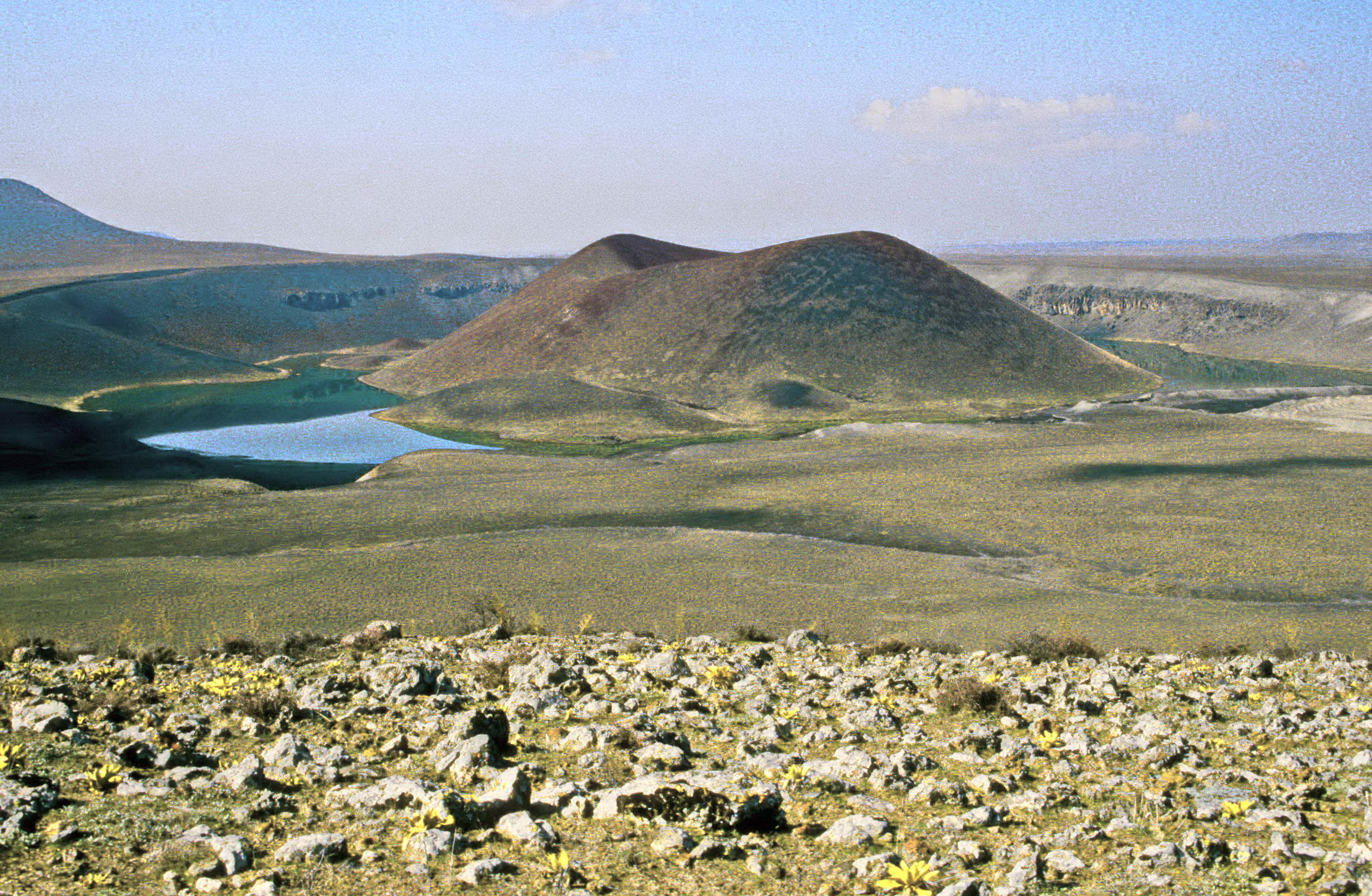
Der Meke Gölü (Meke Tuzlası) bei Karapınar ist mit seinem zentralen Aschekegel das eindrucksvollste Maar in der Vulkanregion von Karapınar. Sein Alter wird auf etwa 5 Millionen Jahre geschätzt. Er liegt 981 m über dem Meer. Der Aschekegel im See ragt etwa 50 m über den Wasserspiegel. Vor ca. 9000 Jahren nahm es seine endgültige Form infolge einer zweiten Explosion in der Mitte des Sees an.

Etwa 40 km nordöstlich des Karadağ-Vulkankomplexes erhebt sich 13 km südlich von Karapınar als nächstes „Mitglied“ des östlichen Arms des inneranatolischen Vulkanbogens der Meke Dağı aus der zentralanatolische Steppenlandschaft. Der 1277 m hohen Kegel des Meke Dağı ist der südlichste der Asche-Vulkane im Karapınar-Vulkangebiet und zugleich einer der größten Schlackenvulkankegel in Zentralanatolien. Er wurde zusammen mit Vulkankegeln und Kratern des Andıklı Tepe (1119 m), Küçük Medet Tepesi (1302 m) und Meke Gölü in mehreren Phasen durch Aktivitäten im Pleistozän gebildet. Insgesamt besteht das basaltische Vulkanfeld Karapınars aus fünf Schlackekegeln, zwei Lavafeldern und mehreren Explosionskratern und Maaren, die entlang einer SW-NO-Linie auf der Konya-Eregli-Ebene südwestlich des Stratovulkans Karacadag liegen. Manche der Vulkanformen entwickelten sich von hyaloklastischen Tuffringen (zerbrochene glasige Lava) über Maare bis hin zu Schlackekegeln, deren Relief unterschiedliche Wasserstände des ehemaligen Konyasees während der Eruptionen widerspiegeln.

#### Karacadağ

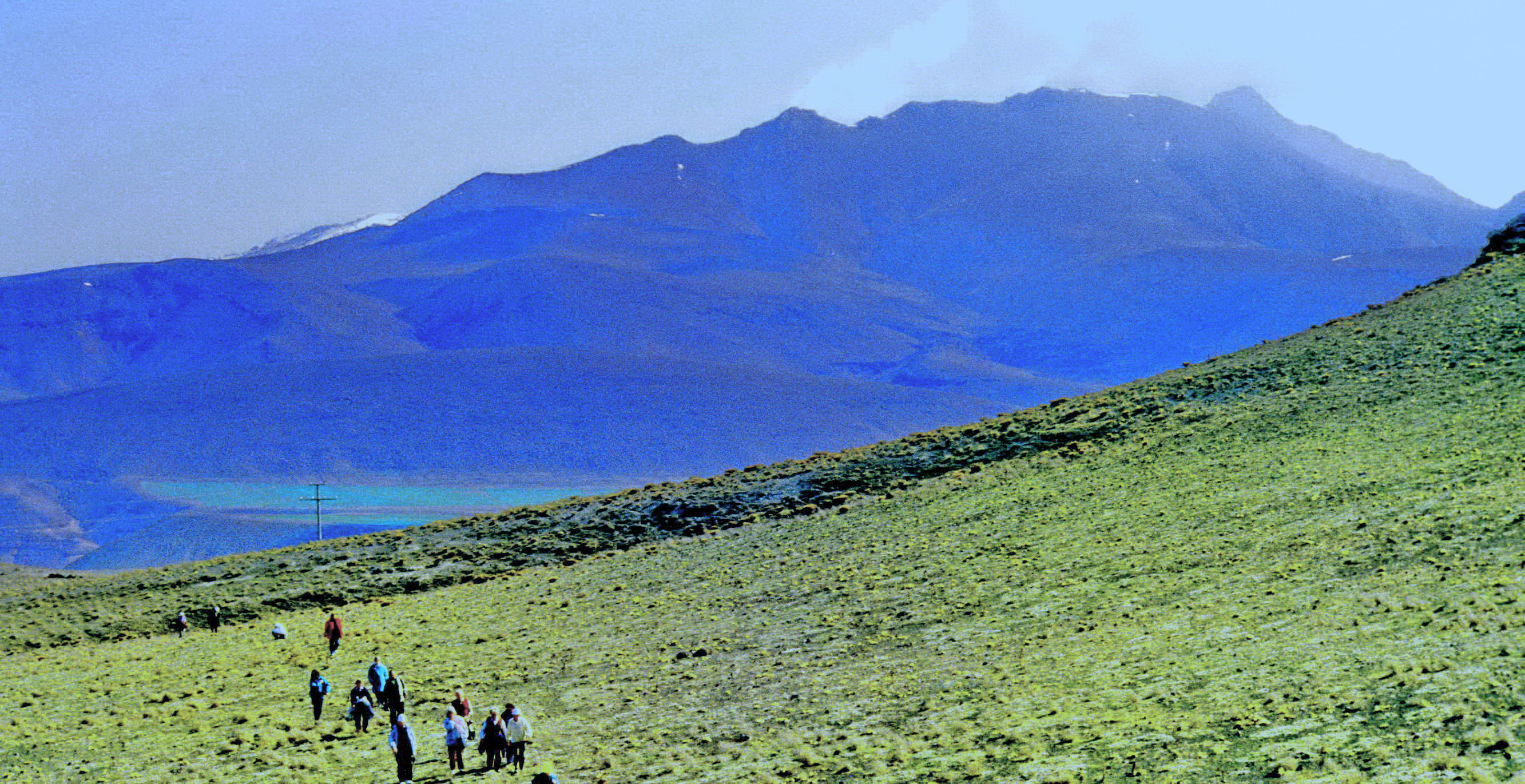
Der Vulkankomplex des Karacadağ bildet den südwestlichsten Zipfel der „zentralanatolischen Vulkanprovinz“. Das Massiv ist neben Basalten und Andesiten aus zahlreichen Trachytkegeln und weißem Bimsstein und Tuffstein gebildet worden. Vulkantuff, Andesit und Basalte, Produkte des letzten Ausbruchs, bilden die Hauptstruktur des Gebirges, wofür ein Alter zwischen 714.000 und 20.000 Jahren ermittelt wurde

In den bekannten Vulkangebieten des südöstlichen Inneranatolien spielt neben dem zentralen Kappadokien um Ürgüp und Nevşehir das vulkanische Massiv des Karacadağ eine landschaftlich und auch kulturhistorisch (Alt-Siedelland) auffällige Rolle. Der unmittelbar nordöstlich an das Karapınar-Vulkangebiet anschließende Karacadağ besteht aus einem großen neogenen Vulkankegel und verschiedenen Kratern und Vulkankuppen aus dem Quartär. Hier sind vor allem aus dem Quartär zahlreiche kleinere Parasitärkrater kennzeichnend. Das Vulkangebiet des Karacadağ bietet mit seinem unmittelbaren Umfeld dabei ein besonders breites Spektrum geologischer, geomorphologischer und kulturhistorischer Aspekte. Es erstreckt sich weitgehend zwischen Karapınar und Ereğli (Konya Ereğlisi) in Nordosten und Osten von Karapınar und sollte nicht verwechselt werden mit dem gleichnamigen Karacadağ, einem 1957 m hohen Schildvulkan in der Provinz Şanlıurfa in der Südost-Türkei. Das Massiv ist ein Vulkangebirge, das neben Basalten und Andesiten aus zahlreichen Trachytkegeln und weißem Bimsstein und Tuffstein gebildet wurde. Vulkantuff, Andesit und Basalte, Produkte des letzten Ausbruchs, bilden die Hauptstruktur des Gebirges, wofür ein Alter zwischen 714.000 und 20.000 Jahren ermittelt wurde, dessen aktive Phase somit historische Perioden erreichte. Neogen-quartäre Vulkangesteine treten in einem weiten Gebiet auf, das sich um den Karacadağ bis nach Karapınar, Emirgazi und Ereğli erstreckt. Die neogen vulkanischen Erscheinungen, die in Form von Lavaströmen, Kuppeln und Pyroklasten auftreten, werden pauschal als „Karacadağ-Vulkanite“ bezeichnet.
Der Vulkankomplex des Karacadağ bildet den südwestlichsten Zipfel der „zentralanatolischen Vulkanprovinz“, deren touristisch vermarktetes „Herz“ die kappadokischen Tufflandschaften südlich des Kızılırmak zwischen Aksaray und Kayseri bilden. Diese vulkanische Großregion wird von türkischen Wissenschaftlern als „Orta Anadolu Volkanik Bölgesi“ (Zentralanatolische Vulkanregion) und im englischsprachigen Raum als „Central Anatolian Volcanic Province“ (CAVP) bezeichnet.

#### Kappadokien, die zentralanatolische Vulkanprovinz (CAVP)

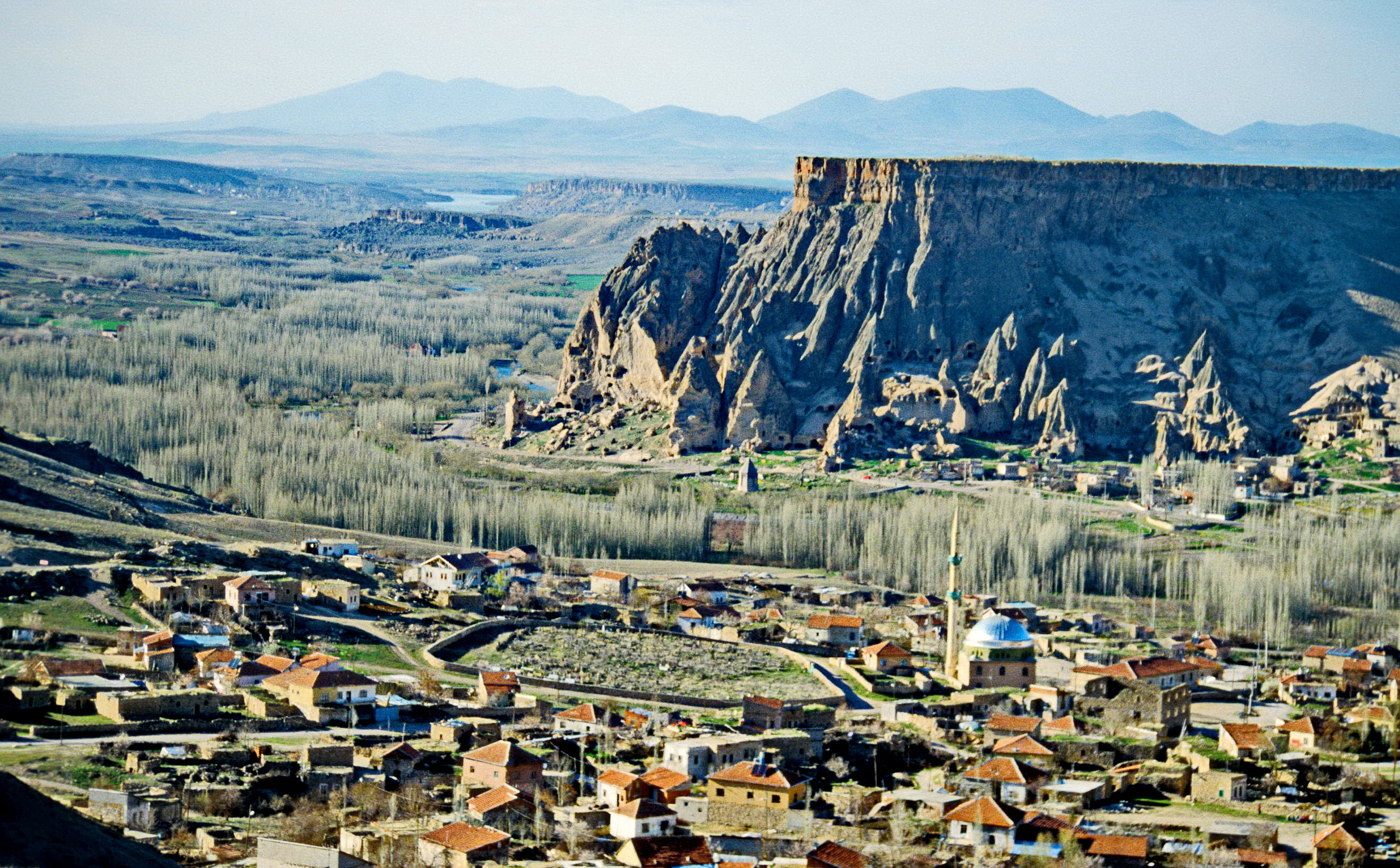
Am nördlichen Ende der Ihlara-Schlucht liegt der Ort Yaprakhisar (gegenüber von Selime) unterhalb einer steil abfallenden Stufenkante eines vulkanischen Tuff-Plateaus.

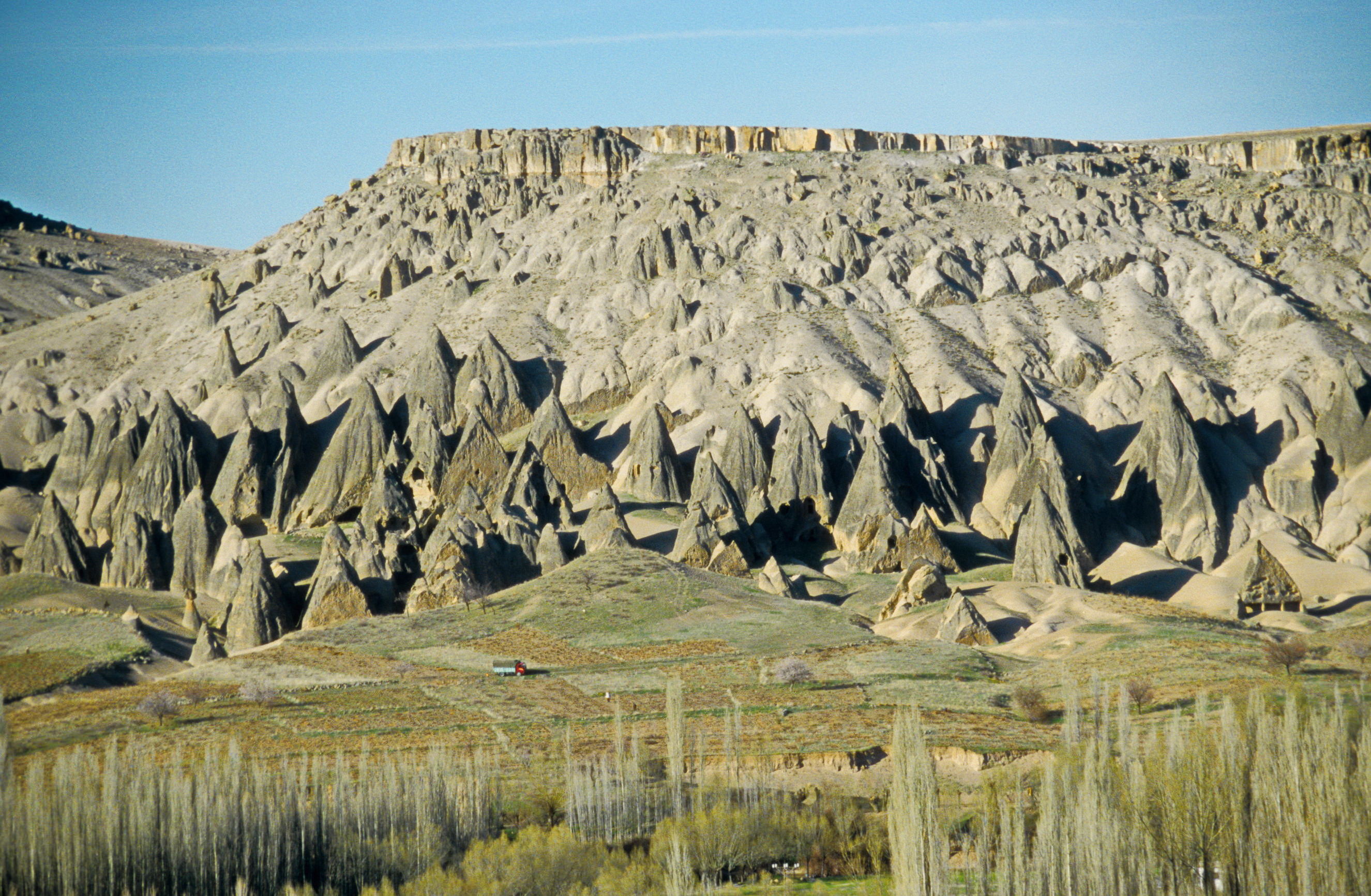
Tuffkegel beherrschen das Landschaftsbild unterhalb der steil abfallenden Stufenkante des vulkanischen Tuff-Plateaus bei Yaprakhisar am nördlichen Ende der Ihlara-Schlucht.

Dieses nordöstlich an den Karacadağ anschließende vulkanische Plateaugebiet, dessen besonderes Charaktermerkmal die im Osten ausgeformte bizarre Tuffpyramidenlandschaft von Ürgüp, Avanos und Nevşehir ist, entstand durch Zerschneidung eines aus vulkanischen Tuffen aufgebauten Plateaus und wird von einigen Gebirgen überragt. In ähnlicher Weise setzen sich solche vulkanischen Plateautypen südlich davon um Derinkuyu, Kaymaklı und Niğde fort. Ihr geologisches Grundgerüst bilden saure Intrusiva und Ophioliten sowie paläozoische Schiefer. Diese alten Massive werden in größeren Partien von neogenen vulkanischen Sedimenten und Decken überlagert. Die westlichen, nordwestlichen und nördlichen Landschaftsteile werden von Plateaus bestimmt, die ebenfalls von Härtlingen aus sauren Intrusiva und Ophiolithen überragt werden. Im Süden prägen junge Vulkankegel und -krater der Melendiz Dağları mit den Hauptkegeln des Hasan Dağı und des Melendiz Dağı das Landschaftsbild. Bestimmendes landschaftliches Element im Südosten ist das von Plateaus und Senken umrahmte zentrale Vulkanmassiv des neogenen Erciyes Dağı um die Großstadt Kayseri.

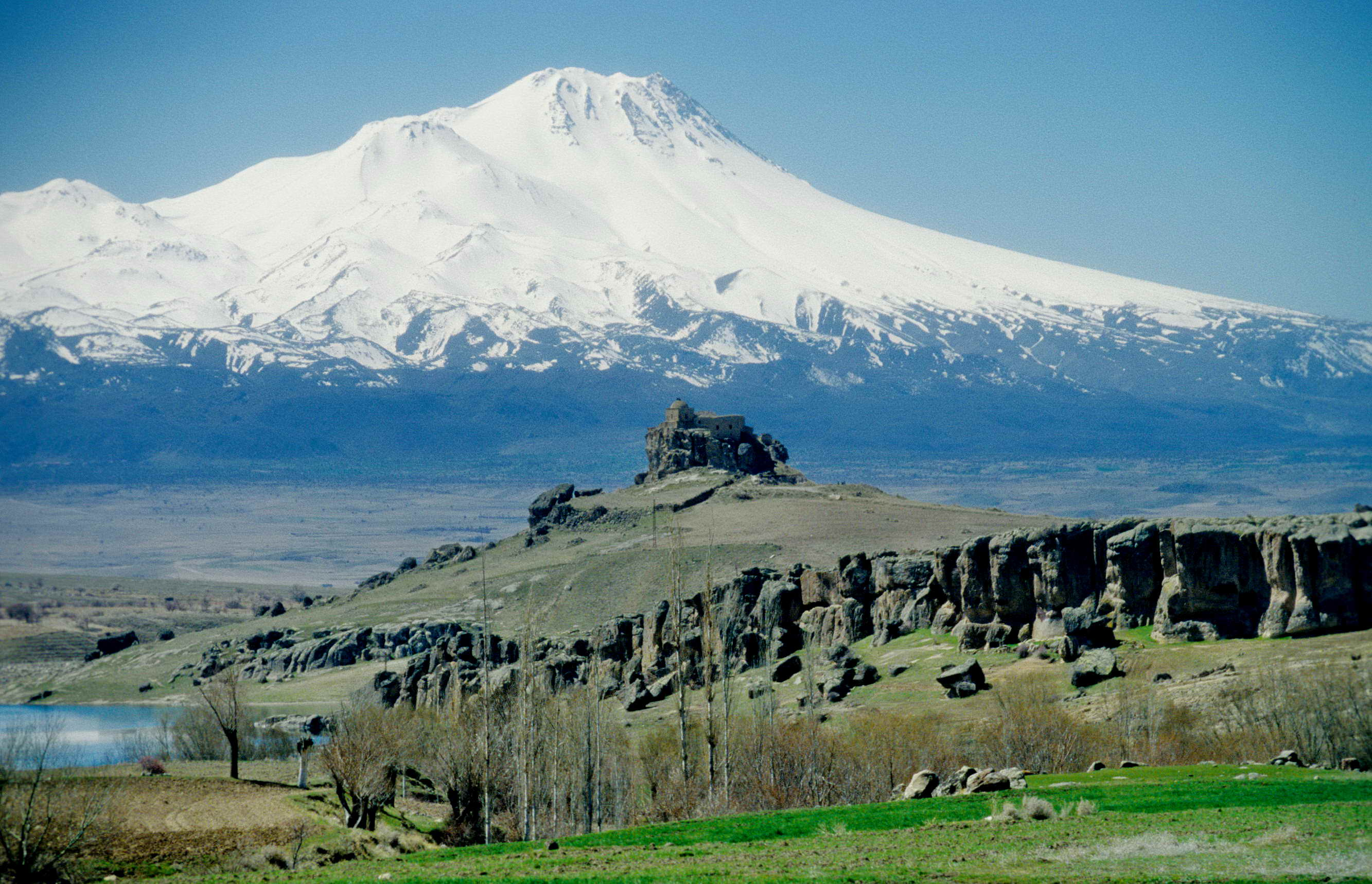
Blick von Güzelyurt über die Yüksek Kilise und das Tal des Melendiz Çayı auf den massiven Vulkankegel des 3268 m hohen Hasan Dağı nördlich des Karacadağ.

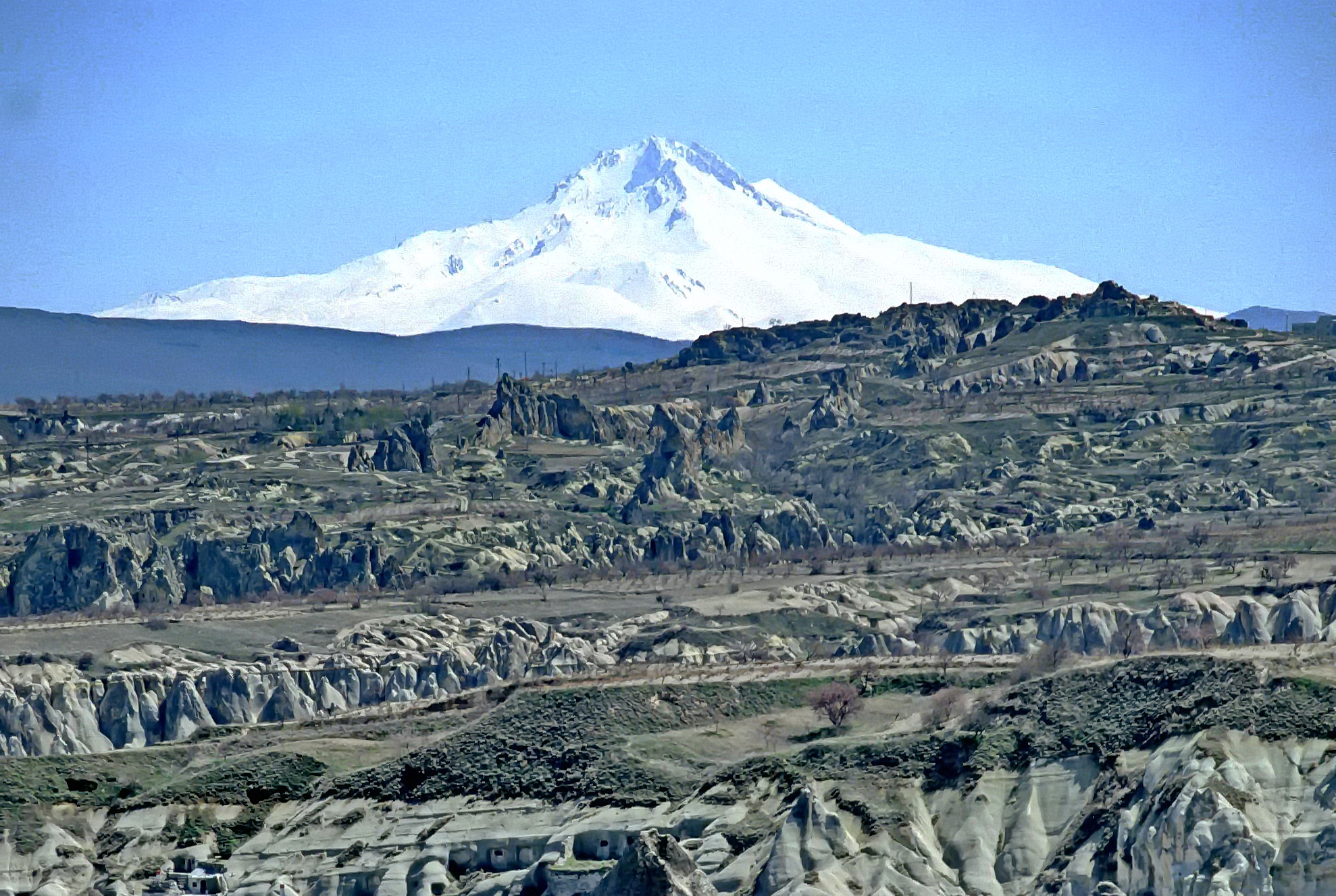
Der Blick von Avcılar (inzwischen umbenannt in Göreme) über die Tuff-Flächen Kappadokiens auf das Wahrzeichen Kappadokiens (und zugleich Hausberg von Kayseri), den 3917 m hohe Stratovulkan des Erciyes Dağı, offenbart die eindrucksvolle Größe des Vulkanmassivs.

Die CAVP (Central Anatolian Volcanic Province) besteht weitgehend aus Ignimbriten des oberen Miozän bis zum Holozän, vulkanischen Ascheablagerungen und Lavaströmen im Wechsel mit fluvio-lacustrinen Sedimenten. Die zentralanatolische Vulkanprovinz erstreckt sich über 300 km von Südwesten nach Nordosten von Karapınar bis zum Erciyes Dağı und darüber hinaus über ein Gebiet von 32.500 km2. Geologisch gesehen besteht das vorvulkanische Grundgebirge der Zentralanatolischen Vulkanprovinz aus plutonischen Gesteinen (hauptsächlich Granit und Gabbro) aus der Kreidezeit und metamorphen Gesteinen des zentralanatolischen Kristallinkomplexes (Kırşehir-Massiv). Morphologisch gesehen besteht sie aus Hochebenen, die stellenweise von Tälern durchschnitten werden, an deren Hängen vulkanische Tuffpyramiden am häufigsten vorkommen. Innerhalb dieser vulkanischen Großlandschaft fließt im Norden der Kızılırmak, während die Tuz-Gölü-Verwerfung im Westen und die Ecemiş-Störungszone im Osten sowie zwei quartäre Stratovulkane, Hasan Dağ (3267 m) im Westen und Erciyes Dağı (3917 m) im Osten, das durchschnittlich 1400 m hohe Nevşehir-Plateau markieren, das üblicherweise als das Herz Kappadokiens angesehen wird.
Die neogen-quartäre zentralanatolische Vulkanprovinz bildet die Verlängerung des vor-oligozänen in nordost-südwestlicher Richtung ziehenden Grundgebirges im östlichen Inneranatolien. Dort verlaufen zwei dominante tektonische Störungssysteme: Das erste Verwerfungssystem führt in einer Richtung von 60° –70° nach Nordost parallel zur Vulkanachse und zur Richtung der Hauptausbruchzentren. Es ist das Produkt einer kurzfristigen Spannungsperiode, die während des mittelspäten Miozäns bis zum Pliozän auftrat. Das zweite besteht aus den dazu versetzten wichtigsten „konjugierten“ (verbundenen) Störungen Inneranatoliens, den Tuz-Gölu- und den Ecemiş-Störungszonen (Ecemiş-Grabenzone; Kilikische Pforte) und ihren parallel dazu streifenden Verwerfungen. Sie sind in diesem System größtenteils aktiv und schneiden die Zentralanatolische Vulkanprovinz (Kappadokien) fast rechtwinklig. Dabei handelt es sich möglicherweise um reaktivierte paläo-tektonische Strukturen, die auf eine rezente Druckspannung (der driftenden anatolischen Platte; z. B. mit Erdbeben) reagieren. Die Hauptausbruchzentren der zentralanatolischen Vulkanprovinz, d. h. die Stratovulkane Hasan Dağı, Keciboyduran Dağı und Melendiz Dağı, befinden sich am Schnittpunkt der Hauptstörungen dieser beiden Bruchsysteme.

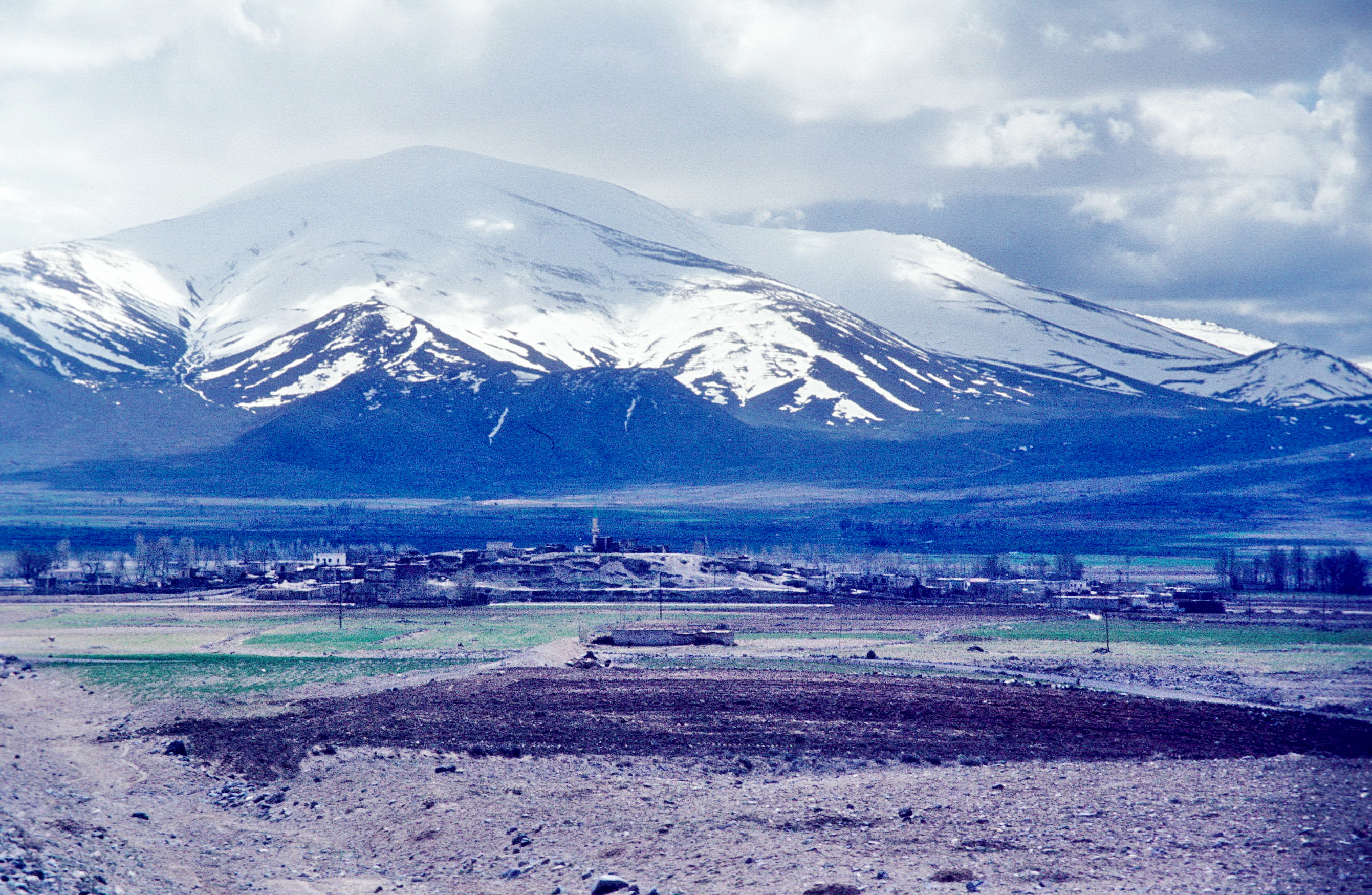
Blick über die Çiftlik-Caldera (Çiftlik Ovası) auf das Anfang April noch verschneite Massiv des Melendiz Dağı. Hasan Dağı, Melendiz Dağı, Göllüdağ und Keçiboyduran Dağı bilden dort einen größeren Vulkankomplex um die Çiftlik Ovası.

In Kappadokien begannen die vulkanischen Prozesse vor etwa 10 Mio. Jahren, während der letzten Subduktionsphase der Neotethis in Anatolien, aus der vom späten Miozän bis zum Pleistozän eine Vielzahl von Vulkansystemen entstanden, hauptsächlich charakterisiert durch eine Abfolge von Ignimbritströmen. Darüber hinaus traten auch mehrere langlebige quartäre Verbundvulkane auf, explosive, hoch aufragende Riesen, wie der Karadağ (2270 m), Keçiboyduran (2736 m) und Hasan Dağı (3253 m), Erciyes Dağı (3917 m), İnkahinkalesi (1995 m) und Melendiz Dağı (2951 m). Dabei entstanden nicht nur gewaltige Vulkane, sondern großflächig auch faszinierende vulkanische Tuffkegellandschaften ebenso wie abenteuerlich gestaltete Troglodyten-Behausungen, die noch bis in die 1970er Jahre partiell bewohnt waren. Hasan Dağı, Melendiz Dağı, Göllüdağ und Keçiboyduran Dağı bilden darin einen größeren Vulkankomplex um die Çiftlik Ovası. Die spätpleistozäne Acıgöl-Caldera (bei Nevşehir) und ihre Kuppen sowie das Karapınar-Basaltfeld zählen ebenfalls dazu. Einige von ihnen ruhen zurzeit, stellen aber eine Gefahr für die Bevölkerung dar, wie der rhyolitische Açıgöl-Komplex bei Nevşehir, der Hasandağ und der Erciyes-Vulkan, dessen letzte Ausbrüche 6880 v. Chr. nachgewiesen wurden, und Erdbeben sind an der Tagesordnung (Zelve 1953; Ürgüp 1960; Çavuşin, Nevşehir Mai 2021; Yahyalı, Kayseri 11.05.2021; Demirci/Gülağaç, Aksaray 02.06.2021).

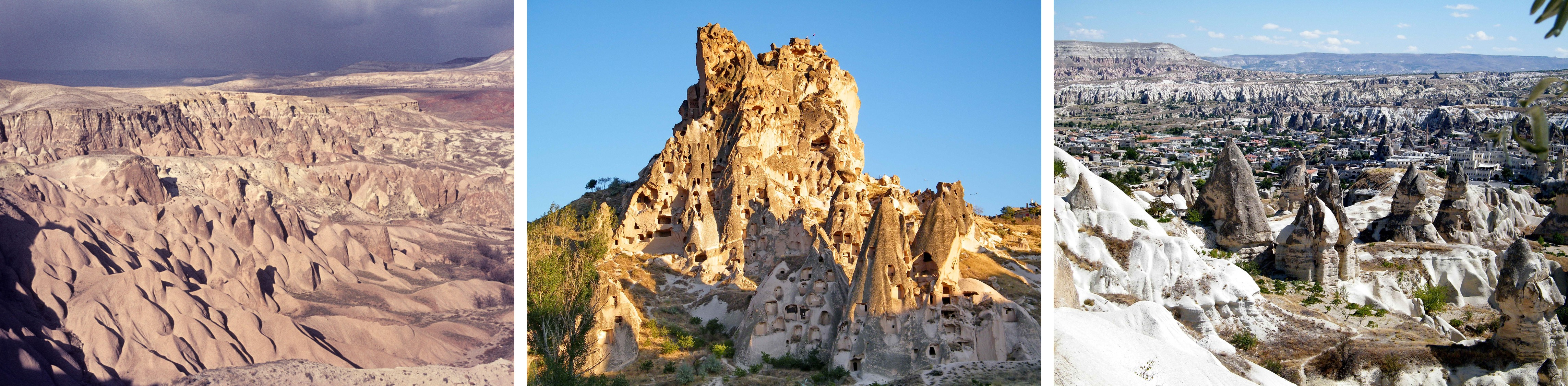
In Kappadokien entstanden nicht nur gewaltige Vulkane, sondern großflächig auch faszinierende vulkanische Tuffkegellandschaften ebenso wie abenteuerlich gestaltete Troglodyten-Behausungen, die noch bis in die 1970er Jahre partiell bewohnt waren.